# Reichenbach/O.L.
Reichenbach/O.L., Reichenbach/Oberlausitz (górnołuż. Rychbach) – miasto w Niemczech w kraju związkowym Saksonia, w powiecie Görlitz, siedziba wspólnoty administracyjnej Reichenbach/O.L.

## Historia
Miejscowość prawdopodobnie założona została w 1230 w czasach przynależności do Czech. Najstarsza znana wzmianka pochodzi z 1238 z dokumentego króla czeskiego Wacława I Przemyślidy wystawionego dla klasztoru St. Marienthal. Miejscowość była wówczas lokalnym ośrodkiem administracyjnym i rezydował w niej czeski sędzia królewski. W 1253 osada została lennem Brandenburgii, a w 1306 została po raz pierwszy nazwana miastem. Od 1319 miasto przynależało do piastowskiego księstwa jaworskiego, jednego z polskich księstw dzielnicowych na Dolnym Śląsku, po czym w 1329 powróciło do Korony Czeskiej. Już w XIV wieku było ośrodkiem produkcji sukienniczej. W latach 1469–1490 w granicach Węgier, następnie ponownie Czech. Populacja została zdziesiątkowana wskutek epidemii z 1599 i wojny trzydziestoletniej.
Na mocy postanowień pokoju praskiego w 1635 miasto przeszło do Saksonii. W 1670 i 1799 miały miejsce wielkie pożary. W 1806 zostało częścią Królestwa Saksonii. Po kongresie wiedeńskim w 1815 trafiło w granice pruskiej Prowincji Śląsk. W latach 1919–1938 i 1941–1945 przynależało administracyjnie do Prowincji Dolny Śląsk, a w latach 1938–1941 do ponownie scalonej Prowincji Śląsk. W 1945 decyzją Radzieckiej Administracji Wojskowej w Niemczech Reichenbach wraz z położoną na zachód od Nysy Łużyckiej częścią Prowincji Dolny Śląsk został włączony do Saksonii. W latach 1949–1990 stanowił część NRD.
Od 1 sierpnia 2008 do 29 lutego 2012 należało do okręgu administracyjnego Drezno. 1 stycznia 2014 do miasta przyłączono gminę Sohland am Rotstein, która stała się jednocześnie jego dzielnicą.

## Współpraca
Miejscowości partnerskie:
- Karpacz, Polska
- Seckach, Badenia-Wirtembergia

## Galeria

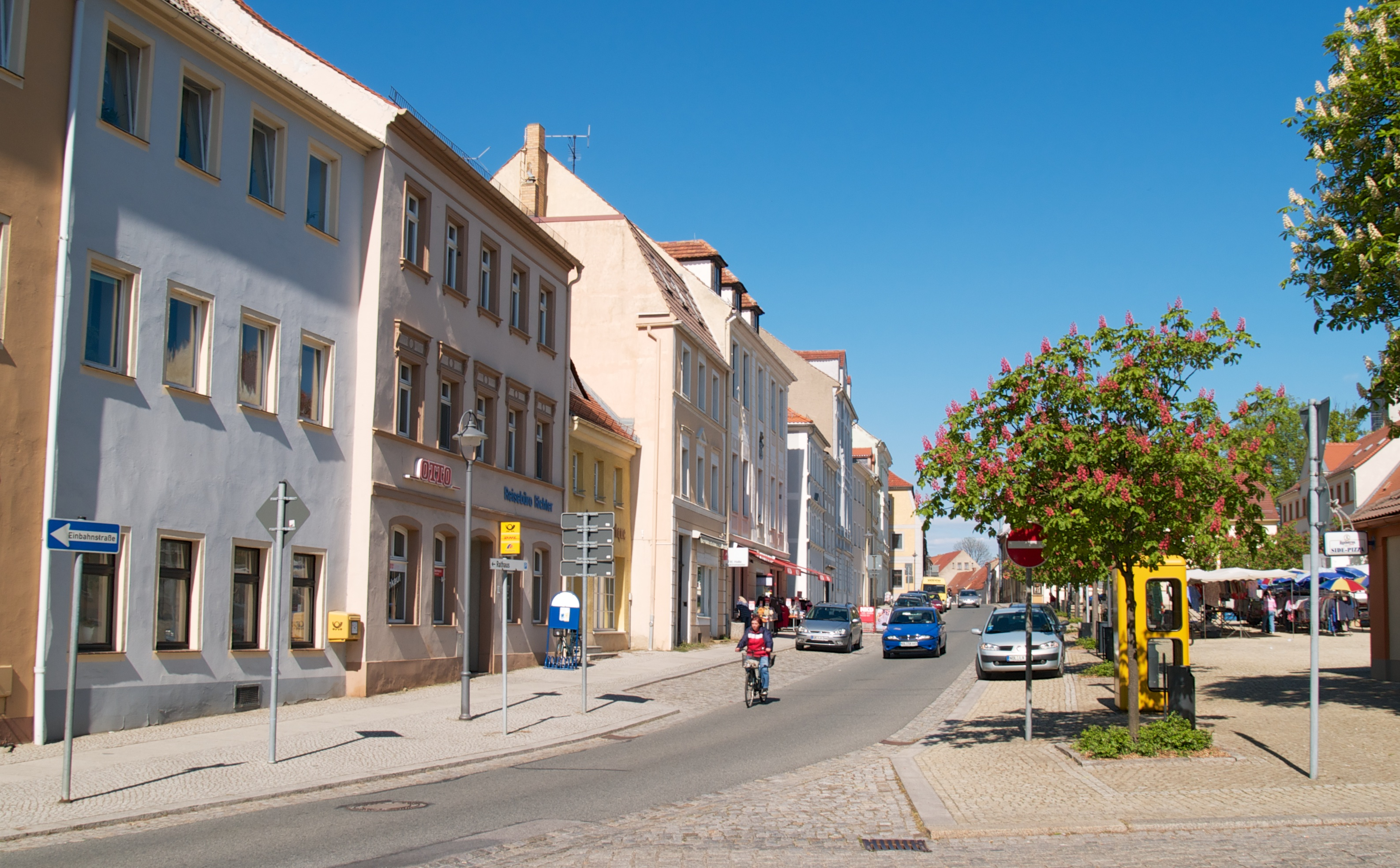
Centrum miasta
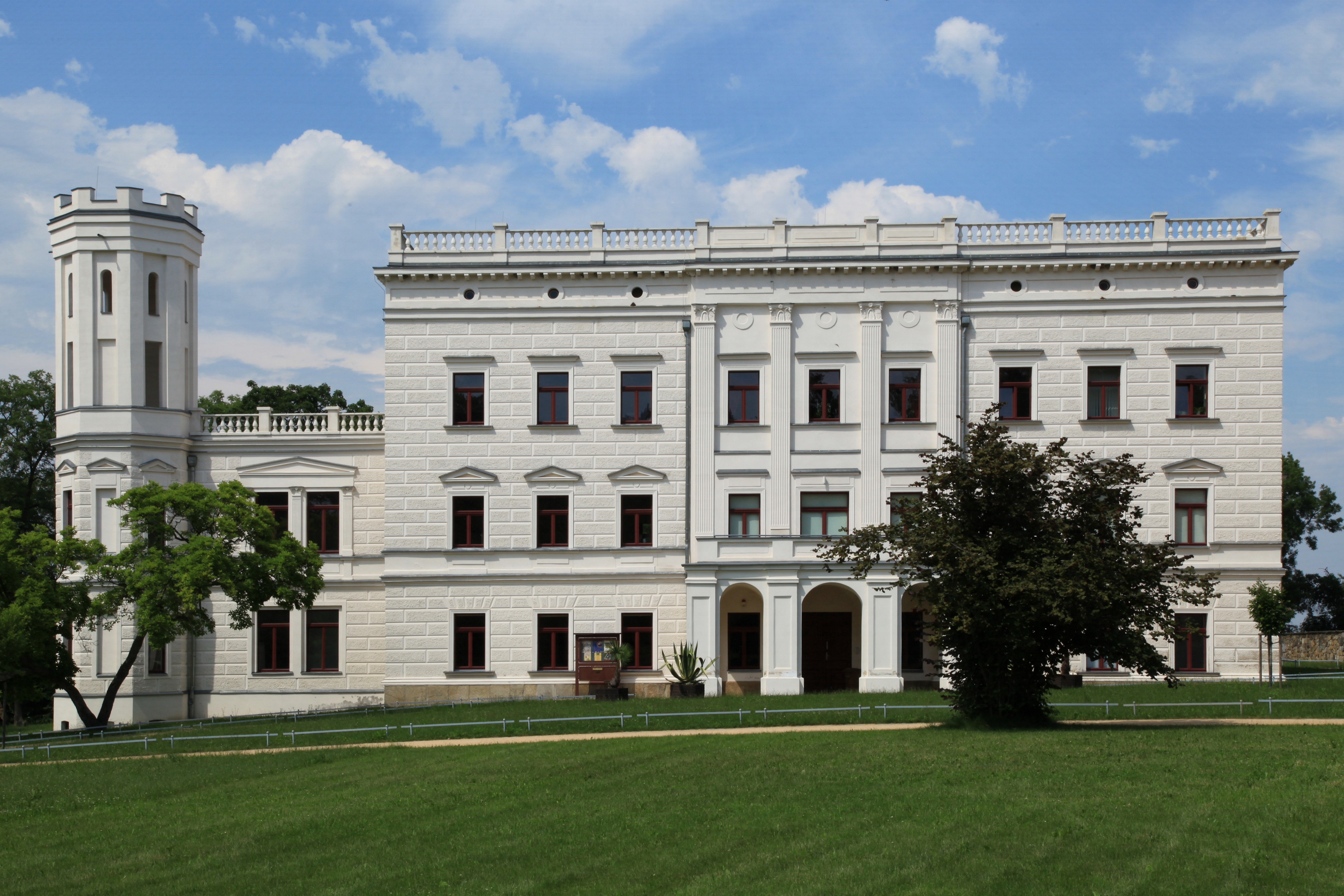
Pałac Krobnitz
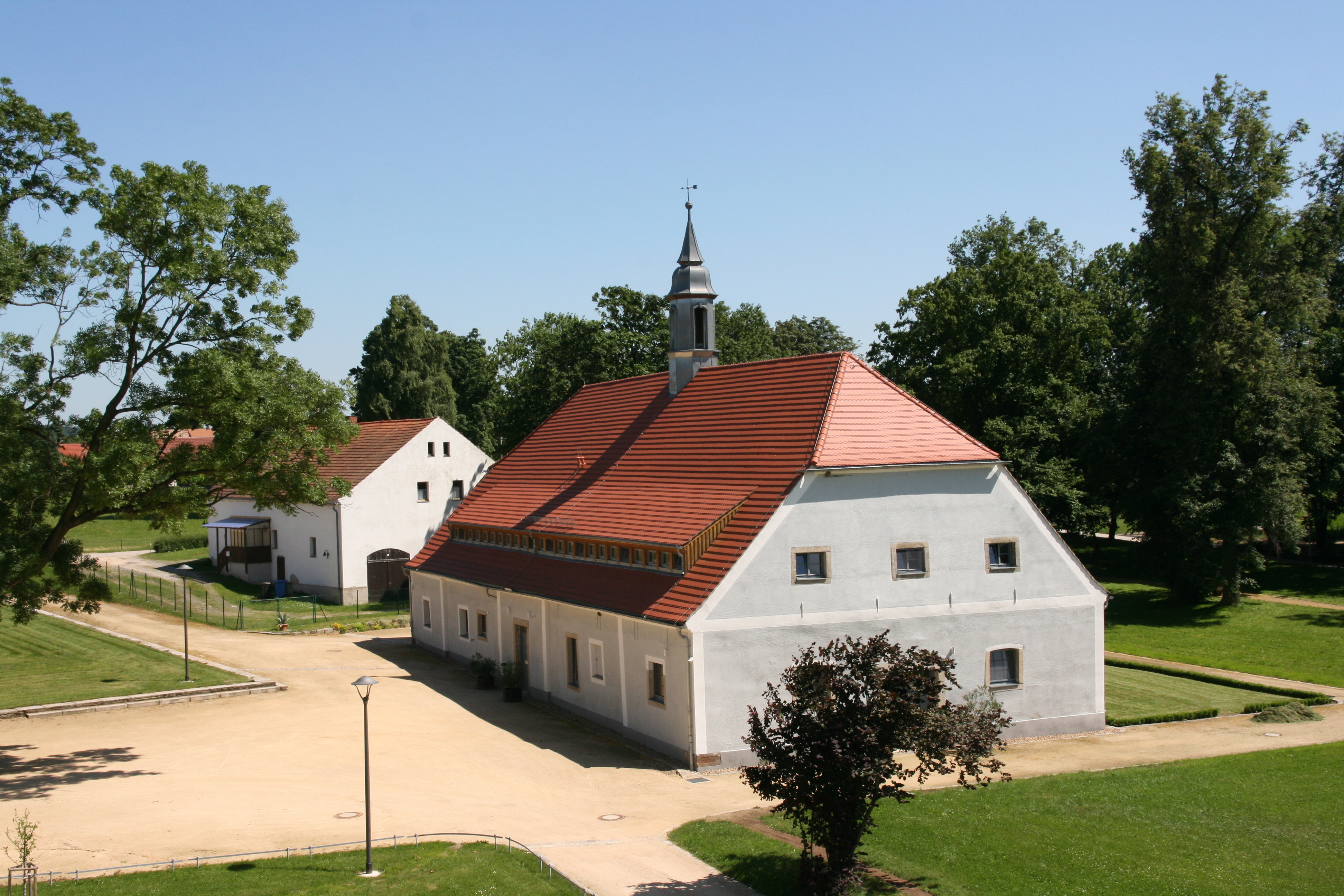
Zespół pałacowy Krobnitz
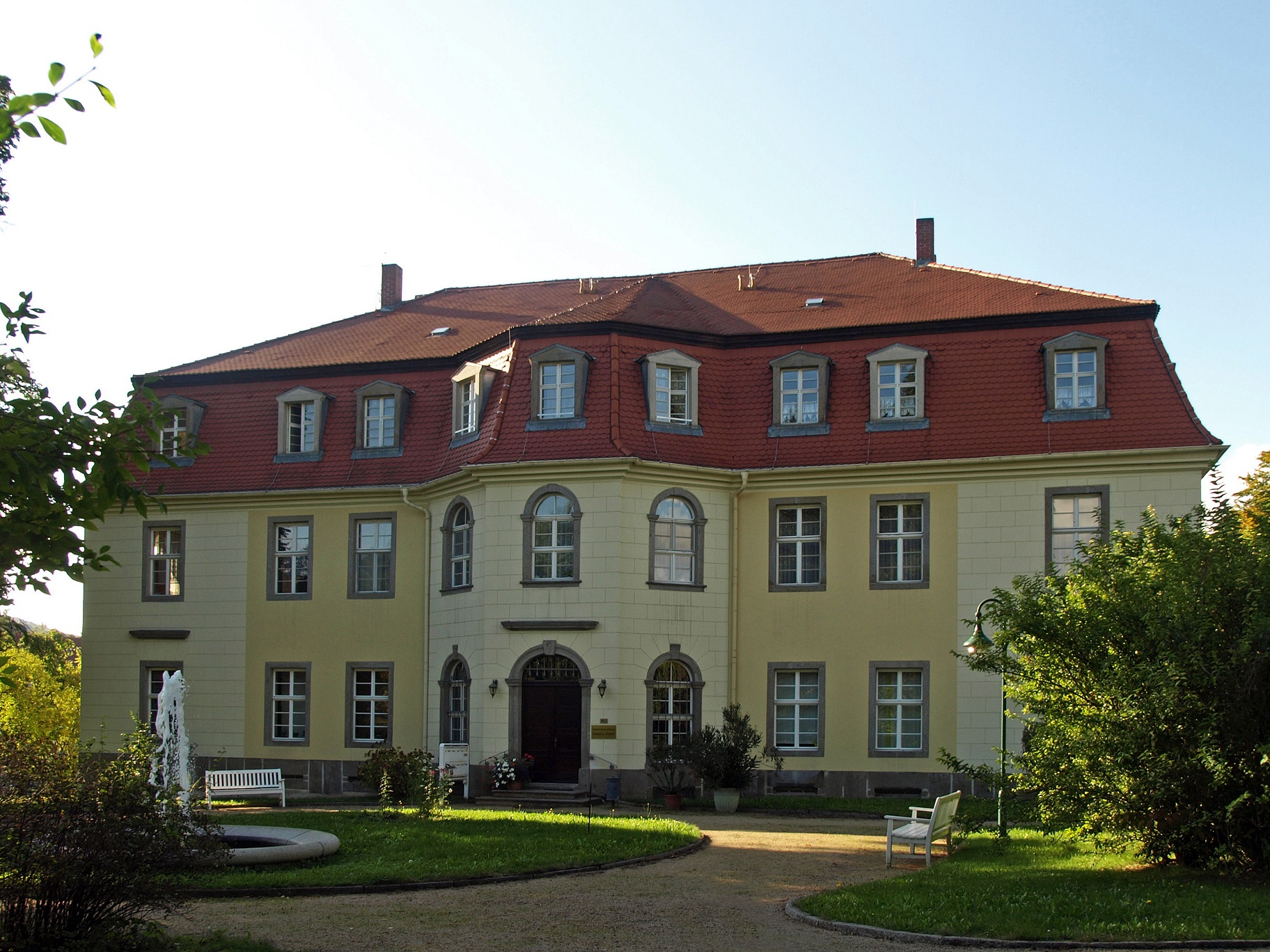
Pałac w Sohland am Rotstein
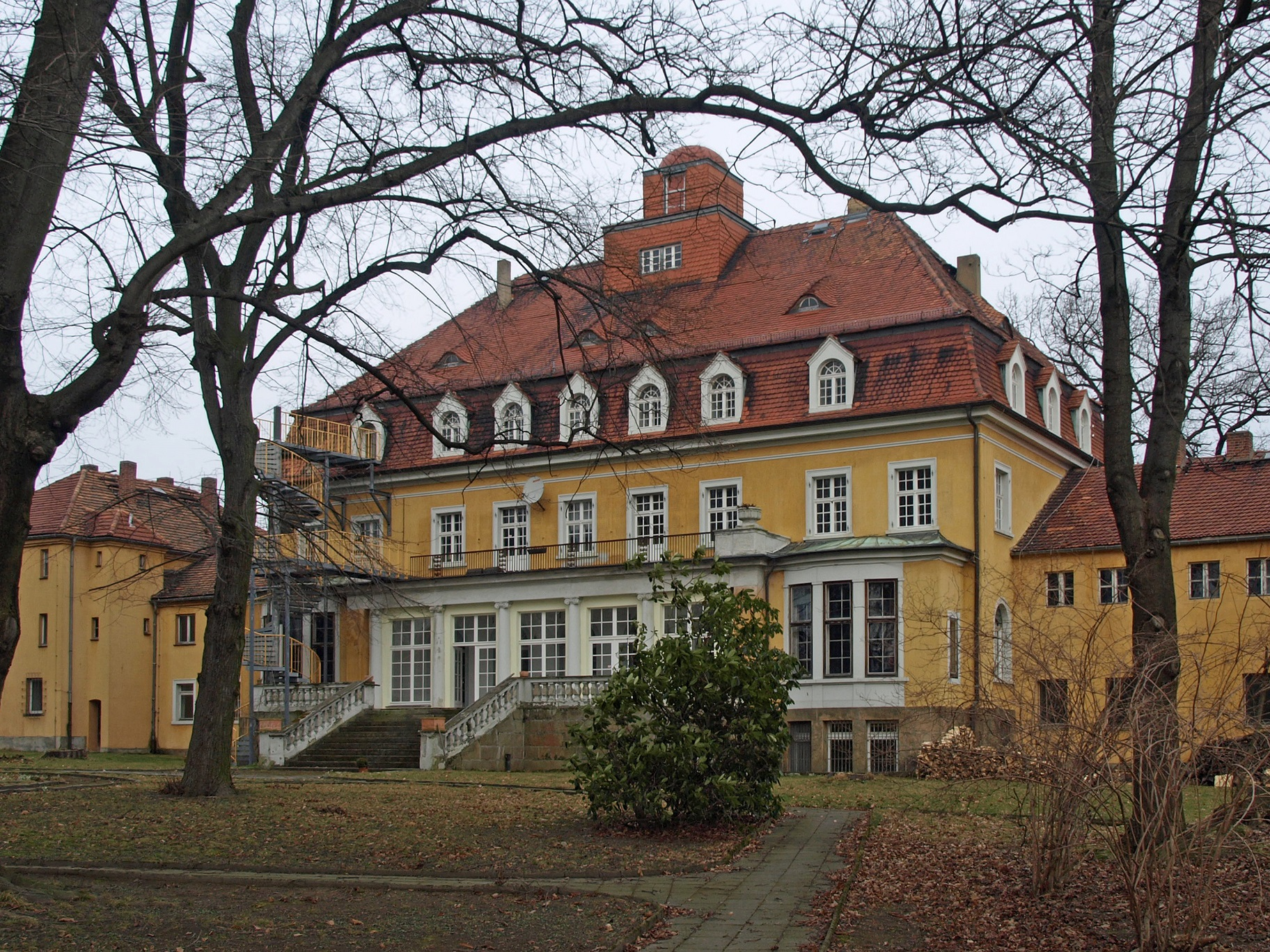
Pałac Gosswitz
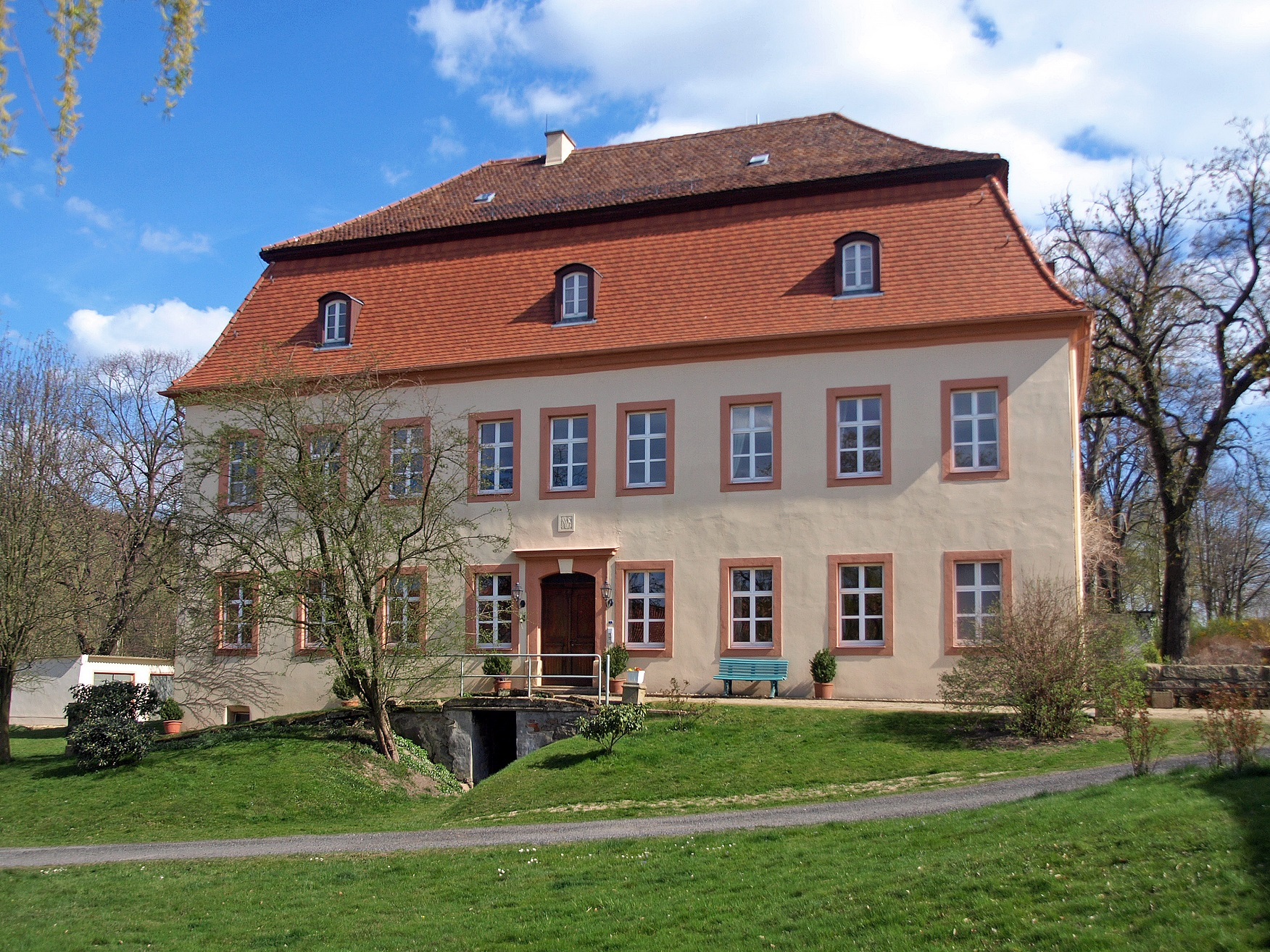
Pałac w Dittmannsdorf
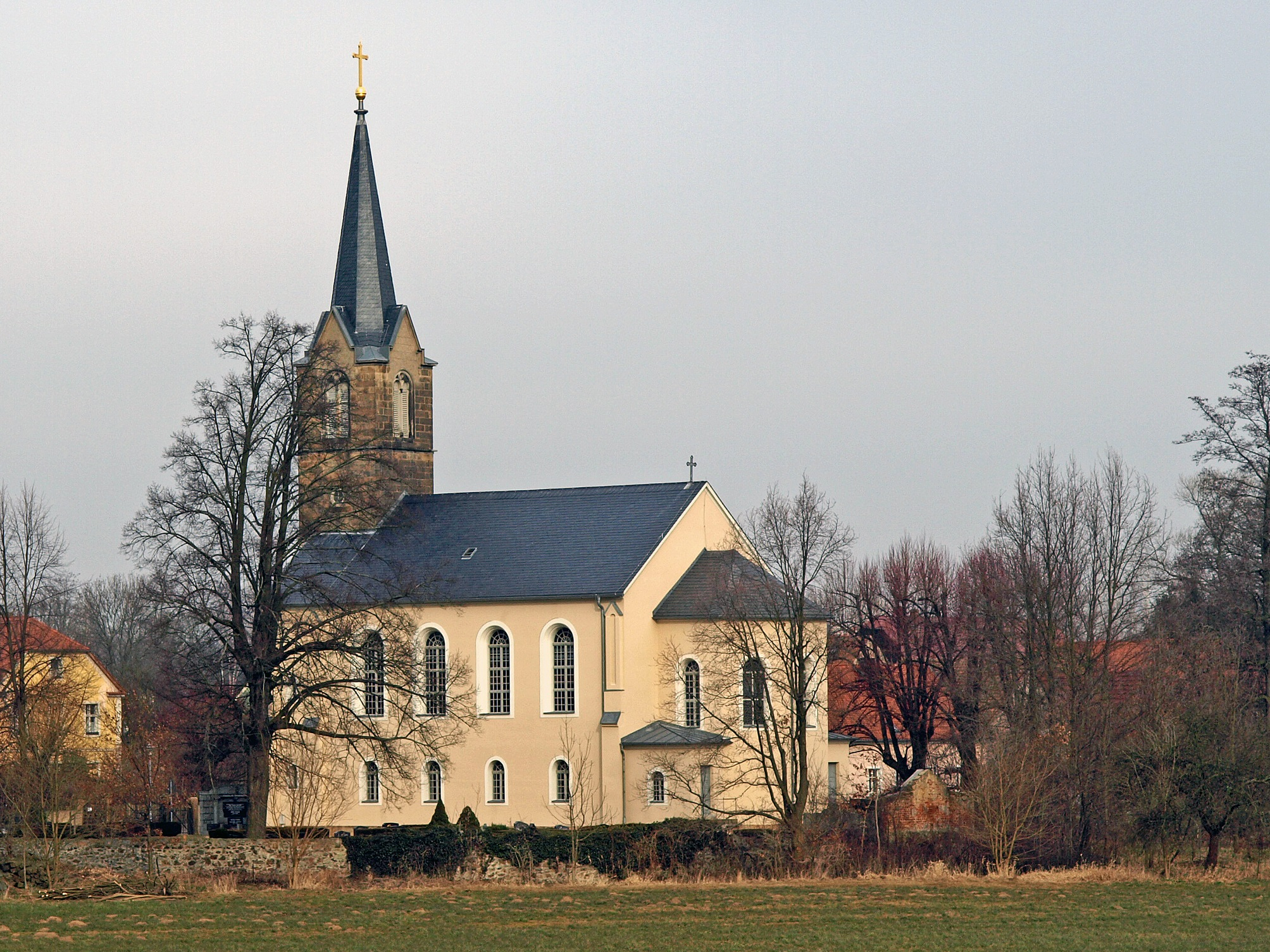
Kościół luterański w Meuselwitz
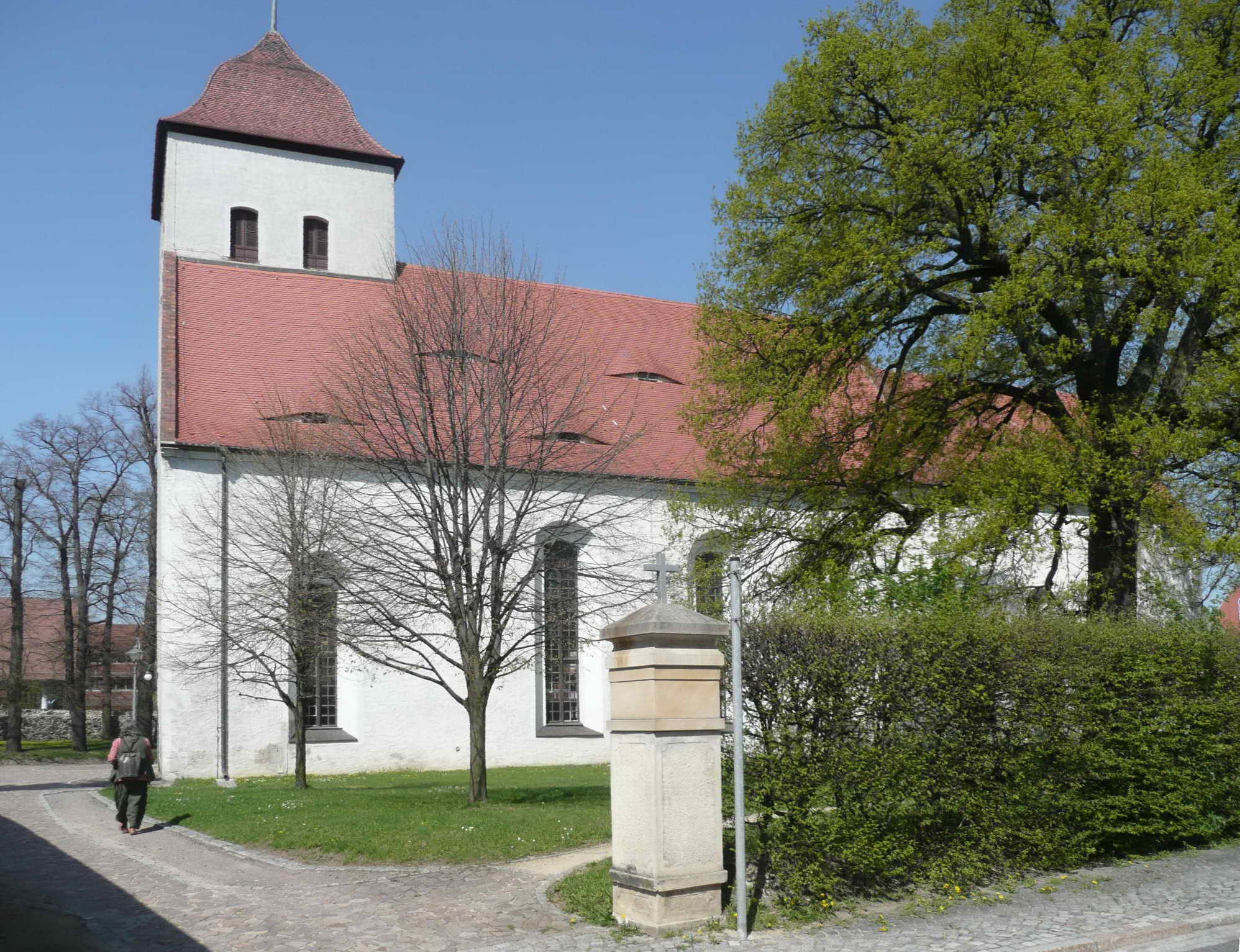
Kościół św. Jana
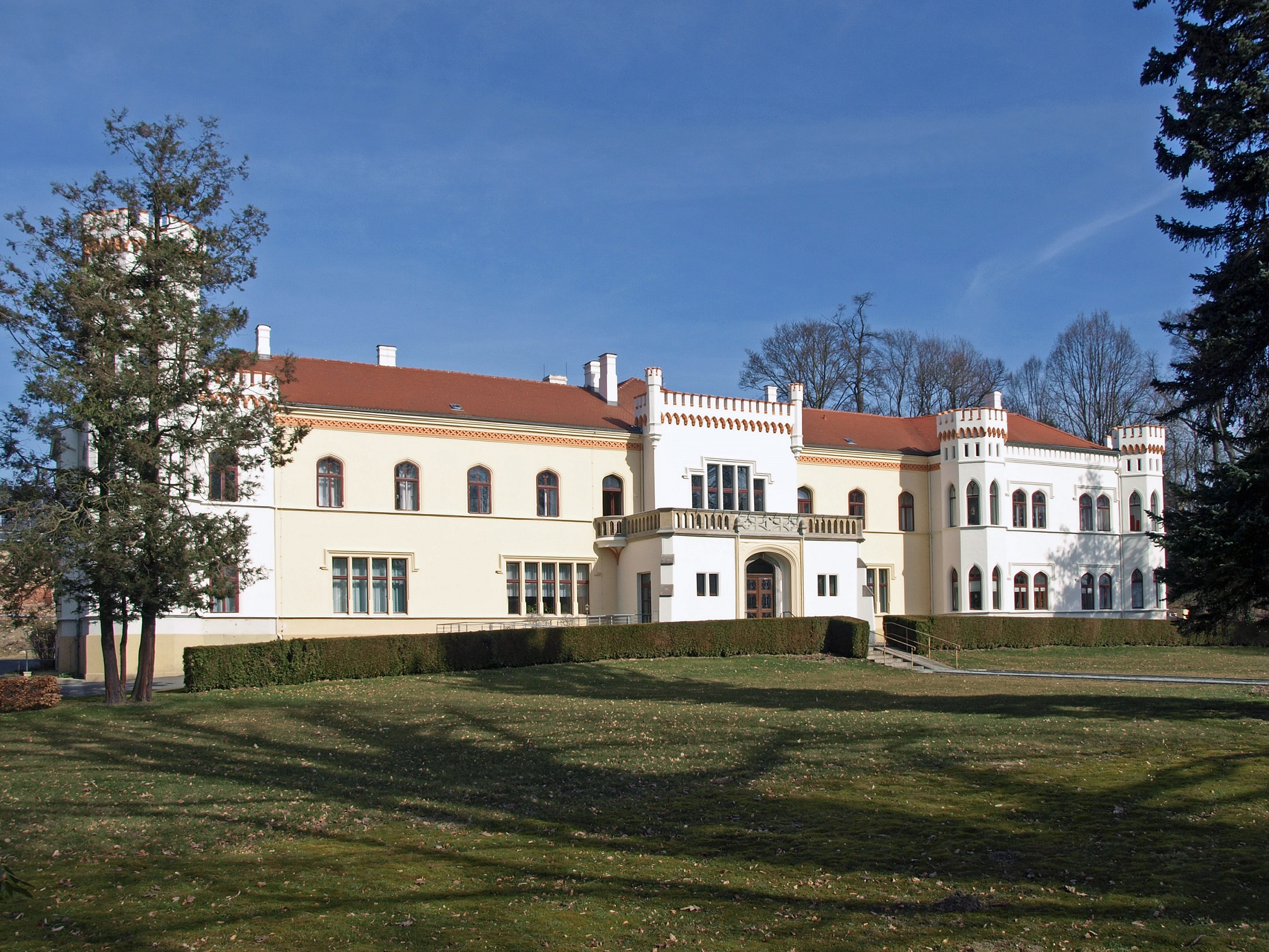
Pałac w Mengelsdorf
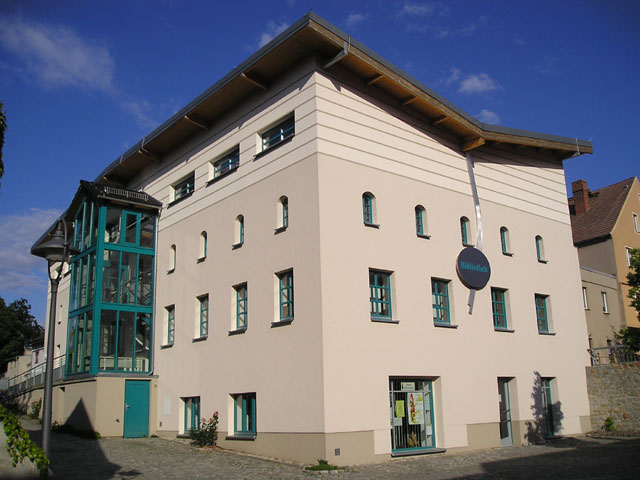
Biblioteka